# Sam Hazewinkel

Zawodnik Oklahoma Sooners

Samuel „Sam” Hazewinkel (ur. 4 marca 1983) – amerykański zapaśnik w stylu wolnym. Olimpijczyk z Londynu 2012, gdzie zajął siedemnaste miejsce w kategorii 55 kg.
Zajął osiemnaste miejsce na mistrzostwach świata w 2018. Trzy medale na mistrzostwach panamerykańskich, złoto w 2012. Trzeci w Pucharze Świata w 2012 i piąty w 2010. Uniwersytecki mistrz świata w 2008 roku.
Jego ojciec Dave Hazewinkel i wujek Jim Hazewinkel byli zapaśnikami i olimpijczykami z Meksyku 1968 i Monachium 1972.
Zawodnik Pensacola Christian Academy z Pensacola i University of Oklahoma. Cztery razy All-American (2004–2007) w NCAA Division I, drugi w 2007, trzeci w 2004, 2005 i 2006 roku.